# Xiyuan (sockenhuvudort i Kina, Jiangxi Sheng, lat 29,22, long 116,42)
Xiyuan är en sockenhuvudort i Kina. Den ligger i provinsen Jiangxi, i den sydöstra delen av landet, omkring 79 kilometer nordost om provinshuvudstaden Nanchang. Antalet invånare är 20 569. Befolkningen består av 10 816 kvinnor och 9 753 män. Barn under 15 år utgör 26,0 %, vuxna 15-64 år 66 %, och äldre över 65 år 7,0 %.
Runt Xiyuan är det ganska tätbefolkat, med 248 invånare per kvadratkilometer. Närmaste större samhälle är Tutang, 16,2 km norr om Xiyuan. 
Genomsnittlig årsnederbörd är 2 294 millimeter. Den regnigaste månaden är maj, med i genomsnitt 338 mm nederbörd, och den torraste är januari, med 74 mm nederbörd.